# Телешко варено
Телешко варено е традиционно ястие от българската кухня, приготвено от нарязано телешко месо и зеленчуци (лук, домати, моркови, червени чушки, картофи), гъби, червен пипер, черен пипер, сол, олио.
Популярно основно ястие.

## Технология
Нарязаното на късове месо се задушава заедно с лука в растителна мазнина, добавят се последователно гъбите и червеният пипер. Долива се вода или бульон и се вари докато месото стане почти готово. Добавят се нарязаните на средно едро картофи, нарязаните чушка и домат.
Добавят се подправките и солта. При поднасянето се поръсва с нарязан на едро магданоз, може да се добави заквасена сметана.